# Comme les autres
Pour plus de détails, voir Fiche technique et Distribution.
Comme les autres est un film français écrit et réalisé par Vincent Garenq sorti en 2008.

## Synopsis
Emmanuel forme un couple heureux avec Philippe. Pourtant, taraudé par un désir de paternité non réciproque, Emmanuel décide un jour, au risque de perdre Philippe, de demander à Fina, une jeune Argentine vivant sans papiers, de porter son enfant en échange d'un mariage blanc pour qu'elle puisse rester en France.

## Fiche technique
Sauf indication contraire, les informations mentionnées dans cette section peuvent être confirmées par la base de données cinématographiques IMDb,  présente dans la section « Liens externes ».
- Réalisation et scénario : Vincent Garenq
- Musique : Loïc Dury, Robert Burke et Laurent Levesque
- Décors : Yves Brover-Rabinovici
- Costume : Stéphanie Drouin
- Photographie : Jean-Claude Larrieu
- Montage : Dorian Rigal-Ansous
- Production :
  - Producteur : Christophe Rossignon
  - Exécutive : Ève Machuel
  - Associé : Philip Boëffard
- Sociétés de production : Canal+, Cinécinéma, France 3 Cinéma, Nord-Ouest Films
- Société de distribution : Mars Distribution
- Format : couleur - 1,85:1 - 35 mm - DTS
- Pays de production :  France
- Langue : français
- Dates de sortie[1] : 
  - France : 13 juin 2008 (Festival du Film de Cabourg), 3 septembre 2008 (sortie nationale)
  - Belgique : 10 septembre 2008

## Distribution
Sauf indication contraire, les informations mentionnées dans cette section peuvent être confirmées par la base de données cinématographiques IMDb,  présente dans la section « Liens externes ».
- Lambert Wilson : le docteur Emmanuel, dit Manu
- Pilar López de Ayala : « Fina » (Josefina Maria Paredes)
- Pascal Elbé : Philippe
- Anne Brochet : Cathy, meilleure amie d'Emmanuel, gynécologue
- Florence Darel : Isa la sœur d'Emmanuel
- Andrée Damant : Suzanne
- Marc Duret : Marc
- Liliane Cebrian : Maria, la mère de Fina
- Luis Jaime Cortez : Luis, le père de Fina
- Katherine Erhardy : Mme Charpentier, l'assistante sociale
- Eriq Ebouaney : l'assistant social
- Marc Robert : inspecteur de police
- Catherine Alcover : la maire
- Nadège Beausson-Diagne : la sage-femme
- Juliette Degenne : lesbienne #3
- Sophie-Charlotte Husson : lesbienne #4
- Edith Le Merdy : lesbienne #5
- Elodie Frenck : lesbienne #7
- Alexandra Ansidei : lesbienne #8
- Charline Paul : maman 1 cabinet pédiatre
- Matteo Capelli : Papa 1 cabinet pédiatre
- Anna Mihalcea : Maman 2 cabinet pédiatre
- Stefan Cuvelier : Papa 2 cabinet pédiatre
- Maroussia Dubreuil : Baby-sitter

## Thèmes
- Si vous ne connaissez pas le sujet, laissez ce bandeau (vous pouvez alors contacter les auteurs).
- Si vous supprimez le contenu mis en cause (vous pouvez préalablement contacter les auteurs),

argumentez précisément cette suppression dans la page de discussion
(un manque de référence n'est pas un argument ; une recherche réelle de référence doit avoir été effectuée, être formellement documentée).

### L'homonormativité
L’homonormativité s’affiche comme un thème principal du film. Ce concept renvoie, selon Lisa Duggan, à la politique sexuelle néolibérale et conservatrice maintenant les institutions hétéronormatives dominantes au lieu de les remettre en question. Cette vision inclut une conception étroite de l’égalité qui se résume par l’accès à un certain nombre de services et d’avantages.
En d’autres termes, l’homonormativité exprime bien l’idée d’une assimilation des personnes homosexuelles aux normes sociales de la société hétérosexuelle.
Au niveau du cinéma queer, l’homonormativité est présente dans différentes productions. On le remarque, par exemple, dans les films Love Simon et Happiest Season .
À croire Isabella Francis, l’homonormativité dans le premier film est manifestée par le désir de Simon d’avoir les mêmes opportunités d’amour que ses camarades hétérosexuels alors que dans le deuxième elle se traduit par le souhait d’Abby de se marier et du besoin d’affection familiale pour Harper. Les deux films se focalisent sur la famille et la relation monogame comme moyen de reproduction familiale. L’homonormativité permet d’étendre l’accès à la vie agréable pour les couples monogames de même sexe. Cette belle vie représente, d’après l’autrice, le noyau idéaliste des films gais et lesbiens. Non seulement l’élargissement des privilèges précités pour les couples de même sexe mais elle leur garantit également une normalisation et une réhabilitation des relations entre ces couples dans la société. Les protagonistes dans les deux films ont peur de faire leur coming out mais une fois qu’ils l’ont fait, ils sont acceptés par leur famille et par ils résolvent les autres problèmes de leur vie. Par conséquent, cette vie agréable passe par un coming-out.
L’article de Francis représente une bonne introduction à l’homonormativité dans le contexte du cinéma queer en mettant en avant l’aspect de la famille et le coming-out comme ingrédients de ce concept mais il ne présente pas tous les privilèges que l’homonormativité sous-tend.
Un autre exemple est celui du film The Kids Are All Right qui, par son tour, présente des discours homonormatifs et homonationalistes par l’intermédiaire d’un couple de lesbiennes et leurs enfants conçus avec un donneur de sperme anonyme. D’après Jodi Brooks, le croisement de chromosomes du donneur de sperme anonyme est donc un des thèmes abordés qui  s’exprime le plus clairement dans l’intérêt du personnage de Jules à reconnaître les expressions et les gestes des enfants du donneur Paul.
En plus de la famille et le droit à la vie agréable libre de discrimination, le désir d’avoir un enfant par le moyen du futur reproductif émerge comme partie intégrante de l‘homonormativité.

#### L’homonormativité dans comme les autres
Le film Comme les autres, selon Grandena et McFarland, contribue à la reproduction de l’homo normal. Contrairement aux autres films gais français associant l’image de l’homme gai aux activités illicites dans les espaces publics nocturnes. Le film de Vincent Garenq  adopte une convention gay de l’homo normal présentée par Manu, pédiatre gai, menant une vie stable, dans le secteur de Belleville à Paris, avec son partenaire Philippe, un avocat. Cependant, leur relation connaîtra un tournant à la suite de la déposition secrète d’une demande d’adoption d’un enfant par Manu. Par la suite, Philippe quitte Manu à la quête d’une vie, selon lui, sereine soit sans enfant. L’histoire s’enchaîne avec les obstacles auxquels Manu devrait faire face en commençant par le rejet de la demande d’adoption lorsque le travailleur social, chargé de l’évaluation de son dossier d’adoption, découvre par hasard son orientation sexuelle. Puis, sa recherche d’une mère porteuse qui se concrétisera par un accord verbal avec Fina, une jeune fille argentine, sans papiers. Accord qui lui permettra d’obtenir la nationalité française en échange de donner un enfant à Manu. Cet accord aussi qui sera ultérieurement mis en doute à cause de l’azoospermie diagnostiquée chez Manu. Face à cette situation, Manu a recours à Philippe pour que ce dernier soit le père biologique. Difficile au début, Philippe finit par accepter la demande de Manu. Après la fécondation de Fina par le sperme de Philippe, la relation entre les deux hommes retourne à la normale. Fina dont le coeur est brisé après être tombée amoureuse de Manu abandonne la petite fille au jeune couple gai. Le film se conclut par la nouvelle petite famille rencontrant la maman porteuse à la sortie de son travail en plus d’un sourire complice de cette dernière qui suggère qu’elle a pardonné Manu.
S’inscrivant dans un contexte politique français marqué par la transition entre le Pacs et la loi Taubira de 2013  légalisant le mariage pour tous, le film affiche Manu et Philippe comme un couple hétérosexuel « en drag gai » affichant une homosexualité neutre, c’est-à-dire une homosexualité libérée des aspects politisés et historiques. Les auteurs s’appuient dans ce contexte sur les propos de Denis Provencher concernant une « bonne » citoyenneté sexuelle.
Le film traite donc l’homoparentalité dans un environnement social oppressif  et le recours au  futur reproductif comme solution. En outre, il fait partie d’une continuité de films gais français déstabilisant la vision conservatrice ainsi que celle de l’état au sujet de la famille. Des films à l’instar de  La cage aux folles (Deux hommes gais efféminés qui ont enlevé un garçon ensemble) et On ne choisit pas sa famille (Deux femmes lesbiennes souhaitant adopter une petite fille thaïlandaise et qui devraient contourner les législations restrictives locales).
Le côté queer de la conceptualisation de la famille dans comme les autres, suivant l’interprétation des auteurs, se traduit par sa composition d’un père avec le désir normatif d’enfant (Manu), une femme prête à porter un enfant (Fina), un homme donneur de sperme (Philippe) et une marraine  qui grâce à ses compétences de gynécologue (Cathy) peut rendre l’insémination et la conception possible. Il s’agit bel et bien d’une composition différente à celle de la famille nucléaire qui est formée du père, de la mère et des enfants.
Etant la seule publication académique consacrée au film, l’article de Grandena et McFarland représente une décortication de la construction de la famille hors les normes conventionnelles mais manque de précisions en ce qui concerne deux éléments en l’occurrence l’aspect des blancs privilégiés et le cadre spatial qui n’est autre que le quartier de Belleville.
S’agissant du premier aspect, le privilège des blancs nous mène vers le terme Whiteness ou blanchité faisant référence aux stratégies utilisées par un texte pour présenter des personnages blancs comme héroïques tout en recyclant des tropes racistes pour présenter des personnages racialisés comme inférieurs . Love, Simon, par exemple, met systématiquement l'accent sur la blanchité et les personnages blancs en ignorant les tensions raciales. Cet effacement sert à obscurcir la façon dont le film présente les personnes de couleur à l'aide d'images contrôlantes.
Au niveau de Comme les autres, la blanchité réside dans le centrage de l’histoire sur Manu, un homme blanc économiquement privilégié (statut socioprofessionnel de pédiatre). L’histoire démontre comment Manu arrive à obtenir ce qu’il veut en persuadant Fina de concevoir un enfant pour lui en échange de la nationalité française. En plus, nous soulignons un effacement des personnes racialisées dans l’histoire surtout dans le cadre spatial de Belleville, un quartier réputé par sa diversité culturelle. Ce manque de représentation se traduit par la présence d’une personne noire qui est bel et bien le travailleur social, interprété par Eriq Ebouaney, venant évaluer la demande d’adoption de Cathy et l’impact limité du cadre spatial sur le déroulement narratif, à l’exception de l’emploi de quelques plans d’ensemble.
En revanche, la diversité culturelle de Belleville ainsi que les difficultés d’intégration pour les immigrants ont été représentées dans le cinéma français de la deuxième moitié du XXe siècle. Des productions telles que Un gosse de la butte de Maurice Delbez (1963) illustre le milieu Bellevillois. L’histoire s’intéresse à un amour hors de question entre la patronne d’un bar et un jeune africain venu  s’installer dans le secteur. Cet oeuvre cinématographique aborde des thèmes comme le racisme et l’amitié. Un racisme omniprésent dans le film Thé à la menthe de Abdelkrim Bahloul (1984) mettant en avant les défis d’adaptation chez les jeunes immigrés maghrébins (Stott, 2009)

## Production

### Tournage
- Paris : 
  - 10e arrondissement de Paris, Cour de la Grâce-de-Dieu
  - 20e arrondissement de Paris, quartier de Belleville, rue des Envierges, villa Faucheur...

## Accueil

### Critique
En France, le site Allociné donne une moyenne de 3,1⁄5, après avoir recensé 22 critiques presses.